# Landkreis Kutno

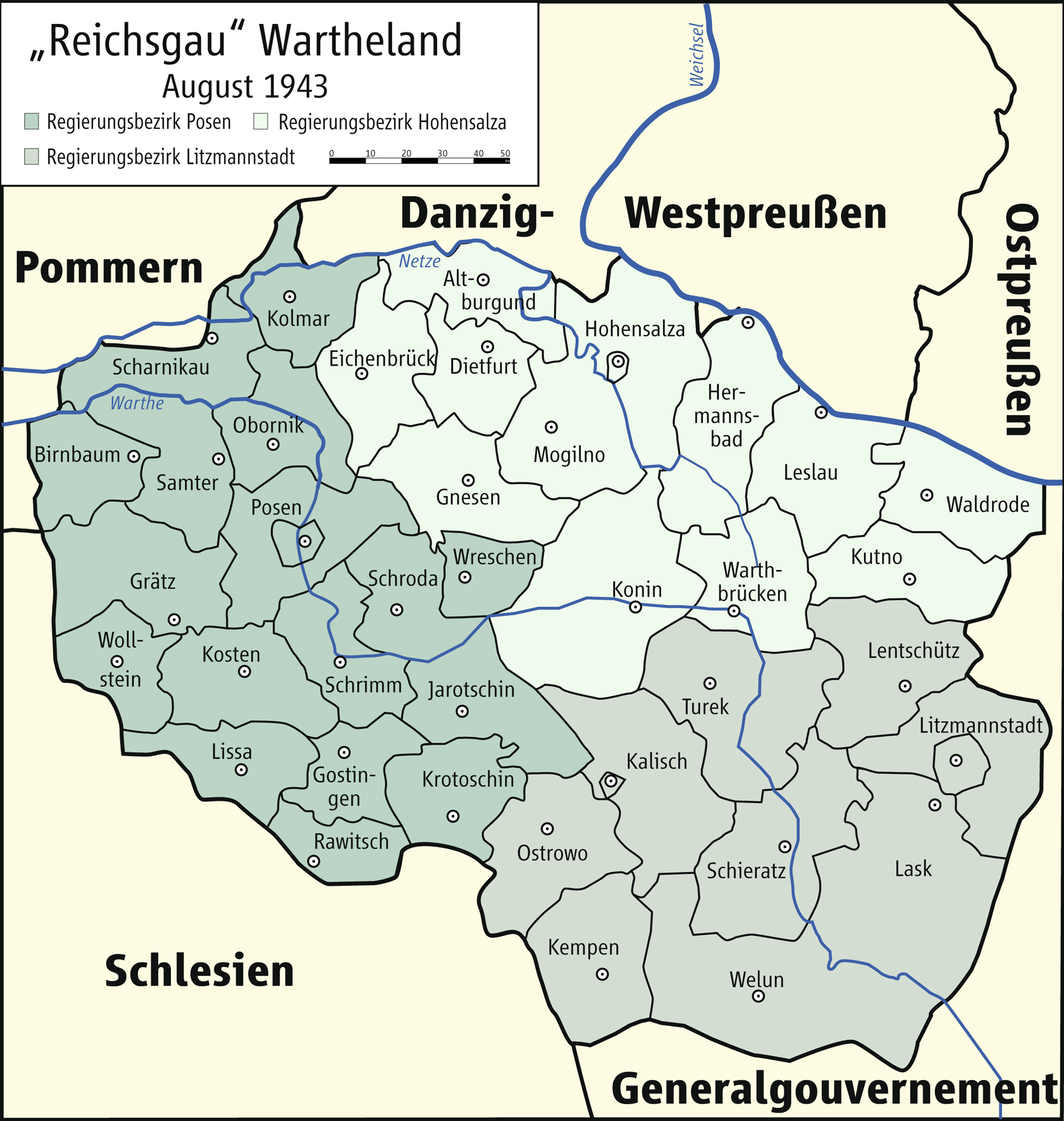
Regierungsbezirke und Kreise im Reichsgau Wartheland

Landkreis Kutno war während des Zweiten Weltkrieges der Name einer deutschen Verwaltungseinheit im besetzten Polen (1939–45).

## Vorgeschichte (1793 bis 1807)
Das Gebiet um die westpolnische Stadt Kutno gehörte nach der Zweiten Teilung Polens von 1793 bis 1807 vorübergehend zum Kreis Gostin in der preußischen Provinz Südpreußen.

## Verwaltungsgeschichte
Zu Beginn des Zweiten Weltkrieges besetzten deutsche Truppen den westpolnischen Powiat Kutno, die Kreisstadt Kutno wurde am 16. September 1939 eingenommen. Am 26. Oktober 1939 wurde der Powiat zunächst Teil des Generalgouvernements.
Am 20. November 1939 wurde der Powiat unter der Bezeichnung Landkreis Kutno an das Deutsche Reich angeschlossen, was als einseitiger Akt der Gewalt völkerrechtlich aber unwirksam war. Der Landkreis wurde Teil des Regierungsbezirkes Hohensalza im Reichsgau Wartheland. Sitz des deutschen Landratsamtes wurde die Kreisstadt Kutno.
Mit dem Einmarsch der Roten Armee im Januar 1945 endete die deutsche Besetzung.

## Politik

### Landkommissar
1939–9999: Ulrich von Mylius (1896–1974)

### Landräte
1939–1940: Ulrich von Mylius (1896–1974)
1941–0000: Trende (vertretungsweise)
1944–9999: Knefeli
1944–9999: Trende
1945–9999: ?

## Kommunale Gliederung
Die Ortschaften im Landkreis Kutno waren in Amtsbezirken zusammengefasst. Der Amtsbezirk Kutno-Stadt wurde am 1. Januar 1942 zur Stadt nach der Deutschen Gemeindeordnung von 1935 ernannt.

## Ausdehnung
Der Landkreis Kutno hatte eine Fläche von 916 km².

## Bevölkerung
Der Landkreis Kutno hatte im Jahre 1941: 111.542 meist polnische Einwohner. Die deutschen Besatzungsbehörden vertrieben zwischen dem 1. Dezember 1939 und dem 31. Dezember 1943 fast 20.000 Polen aus dem Gebiet. Die jüdische Bevölkerung wurde zunächst in Ghettos in Kutno, Krośniewice und Żychlin zusammengezogen und 1942 im Vernichtungslager Kulmhof ermordet. Die wenigen vorübergehend angesiedelten Deutschen flohen gegen Ende der deutschen Besetzung wieder.

## Ortsnamen
Am 18. Mai 1943 erhielten alle Orte mit einer Post- oder Bahnstation deutsche Namen, dabei handelte es sich meist um lautliche Angleichungen, Übersetzungen oder freie Erfindungen.
Liste der Städte und Amtsbezirke im Landkreis Kutno:
| polnischer Name | deutscher Name (1943–1945) | polnischer Name | deutscher Name (1943–1945) |
| --------------- | -------------------------- | --------------- | -------------------------- |
| Bedlno          | Bedlno                     | Oporów          | Oporow                     |
| Dąbrowice       | Dommstätt                  | Plecka Dąbrowa  | Bleckau                    |
| Krośniewice     | Kroßwitz                   | Rdutów          | Duttau                     |
| Krzyżanówek     | Krzyzanowek                | Strzelce        | Strelze                    |
| Kutno           | Kutno                      | Żychlin         | Zichlin                    |
| Łanięta         | Laningen                   |                 |                            |